# Asterisco

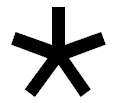
Asterisco en la fuente tipográfica eurostyle

Un asterisco (*) es un símbolo tipográfico o glifo. Los ingenieros del software y los científicos lo denominan a veces como «estrella», por ejemplo: el algoritmo de búsqueda A-estrella para la representación A*. Este símbolo es usado en diversos campos desde la lingüística, computación, matemáticas, en la representación de ciertos eventos para los deportes tales como el cricket y el béisbol, telefonía, entre otros.
En general, se emplea para hacer llamadas a nota de pie de página, aunque tiene también algunos usos menos extendidos como marca de omisión de caracteres o separador de secciones. Ya que tiene diversos usos no lingüísticos.
En informática, el asterisco es también uno de los caracteres comodín más comunes.

## Orígenes
El asterisco nace de los requerimientos que tenían los editores tipográficos especializados en editar árboles genealógicos de las familias feudales, estos profesionales necesitaban indicar con un símbolo la fecha de nacimiento de una persona. Para ello adoptaron inicialmente una forma con seis-armas atadas por su centro, cada una de los brazos se extendía radialmente de su centro y su aspecto era muy similar a la salpicadura de una gota. Por esta razón, hoy en día, en algunos círculos informáticos se les llega a denominar salpicadura (splat), quizás debido a la forma que podría tener en las épocas de las primeras impresoras.
Programas informáticos de edición y algunas impresoras tienen dificultad para representar los seis brazos del asterisco y emplean una estrella de cinco puntas en su defecto, muy similar a la Estrella de David. Esta deficiencia ha generado que algunos árabes no compren estos programas debido al Tensión Árabe-Israelí. Por eso muchos sistemas se dice que emplean la «Estrella arábiga» y dan un carácter unicode: U+066D y un nombre oficial de «Estrella Árabe de cinco-puntas».
En algunas fuentes tipográficas el asterisco sigue teniendo cinco puntas y la estrella arábiga tiene ocho. Se comparan las dos tipografías en la figura de más abajo (La representación dependerá del navegador) que pueden ser: 
| Asterisco | Estrella arábiga | Asterisco japonés |
| --------- | ---------------- | ----------------- |
| *         | ٭                | ※                 |

### Etimología
Proviene del latín tardío asteriscus y este del griego ἀστερίσκος (asteriscos; [as.teɾˈis.kos]) , «estrella pequeña», es llamado así por su parecido a una estrella.

## Usos

### Texto escrito
- En los textos escritos, el asterisco se emplea para indicar la llamada a una nota de pie de página o para marcar alguna parte del texto.
- En el texto escrito se suele emplear también para obviar o sacar la parte de una palabra que por su contenido es obscena o que la consideran como un tabú. como por ejemplo: f****r
- Las observaciones del lector sobre un texto suelen comenzar por asterisco paréntesis.

### Ciencias de computación
- En informática el asterisco se emplea habitualmente como una expresión regular para denotar cero o más repeticiones de un patrón; este uso se realiza a menudo en el diseño de DTDs, además de en la denominada estrella Kleene o cierre Kleene diseñada por Stephen Kleene.
- En Unified Modeling Language o UML, el asterisco se emplea para denotar la multiplicidad desde cero hasta n clases.
- En algunos lenguajes de consulta de bases de datos, tal y como SQL, se entiende que es un carácter comodín (wildcard) que viene a significar la consulta sobre cualquier cadena de texto.
- También se utiliza para ser mostrado como sustitución de los caracteres que componen una contraseña o clave de acceso, protegiendo de esta forma la clave real de la vista de miradas indiscretas.
- Es considerado como un «comodín» (wildcard) cuando es empleado en DOS y en terminales de comando tipo POSIX (estas últimas presentes en la mayoría de los sistemas operativos que siguen el estándar UNIX, tales como Mac OS X, IBM AIX o Linux), para substituir caracteres (comúnmente alfanuméricos y algunos símbolos).

#### Lenguajes de programación
- En muchos lenguajes de programación y en calculadoras se emplea el asterisco como símbolo de la multiplicación. Tiene también ciertas significados dependiendo del lenguaje, por ejemplo:
- En el lenguaje de programación C, el asterisco denota que la variable es un operador puntero. Y esta es la inversa del operador & encargada de proporcionar la dirección física de una variable.
- En el lenguaje de programación LISP se emplea para indicar los nombres de las variables globales en ambos lados del nombre de la variable, un ejemplo podría ser: *COMO-ESTO*.
- En el lenguaje de programación FORTRAN, así como en algunos dialectos del lenguaje de programación Pascal se emplea para denominar la exponenciación, por ejemplo 5³ = 125 es equivalente a 5**3 es decir 5*5*5 o 125.
- En el lenguaje de programación Perl el asterisco se emplea para referirse que las variables son del tipo: typeglob.

### Matemáticas
El asterisco tiene muchos usos en matemáticas. Entre tales usos están:
- El complejo conjugado de un número complejo (aunque una notación más común es {\displaystyle {\bar {z}}}).
- El producto libre de dos grupos.
- Convolución, e.g. f ∗ g es una convolución de f con g.
- El grupo multiplicativo de un anillo, especialmente cuando el anillo es un cuerpo. E.g. {\displaystyle \mathbb {C} ^{*}=\mathbb {C} -\{0\}}
- El espacio dual de un espacio vectorial V se denota V*.
- El operador estrella de Hodge sobre espacios vectoriales {\displaystyle *:A^{k}\rightarrow A^{n-k}}.

### Lingüística
- Se usa el asterisco delante de una palabra de un idioma antiguo para señalar que la palabra que lo porta ha sido reconstruida lingüísticamente a partir de palabras de idiomas derivados de dicho idioma, y no porque haya quedado un registro escrito sobre ella. Por ejemplo la palabra indoeuropea reconstruida *penkʷe 'cinco' aparece precedida de un asterisco porque no se ha encontrado un documento que la contenga pero sobre la base de latín quinque, griego πέντε (pente) y sánscrito pañca puede inferirse su forma original.
- Igualmente en sintaxis se usa para designar una construcción no testimoniada, reconstruida sobre una base analógica o generalización indebida, pero que presumiblemente es agramatical. Por ejemplo en español *nunca no vienen a verme es presumiblemente incorrecta aunque las oraciones nunca viene a verme y no vienen nunca a verme sí aparecen testimoniadas en el habla normal.
- Signo ortográfico auxiliar que se utiliza (antepuesto sin espacio a una palabra) para indicar que una forma, palabra o frase es hipotética, incorrecta o agramatical; o como marcador de cambio de tema.

### Telefonía
- En los teclados de los teléfonos de marcación por tonos el asterisco: * (denominado estrella) es una de los dos teclas especiales que se encuentran a ambos lados del cero. (El otro es la almohadilla "#").

### En la Web
En chats, el asterisco seguido o precedido de una palabra, significa que está corrigiendo algún error ortográfico o gramatical en la oración antes dicha. Ejemplos: 
| Anna botará al nuevo presidente |
| *votará                         |

| Este tema es muy buena |
| *bueno                 |

| Roberto está empanatt |
| *empanado             |

En formularios web indica la obligatoriedad de rellenar o completar un campo. Aunque se trata de la convención más utilizada, hay una gran variedad de usos distintos.
También es usado para representar acciones por medio escrito, colocando la acción entre dos asteriscos. Por ejemplo: *roba* denota que quien lo escribe está robando.
En plataformas de redes sociales es muy común que un usuario corrija a otro, su texto, así reparándole sus faltas ortográficas y seguido de eso introduciendo dos asteriscos al final. Ej.
"Los perros son súper bonitos, me agradan musho."
Los perros son superbonitos, me agradan mucho. **